# Čechynce
Čechynce (hongrois : Nitracsehi) est un village de Slovaquie situé dans la région de Nitra.

## Histoire
Première mention écrite du village en 1248.

## Démographie

### Évolution de la population
| Année:               | 1994. | 2004.   | 2014.   | 2024.    |
| -------------------- | ----- | ------- | ------- | -------- |
| Nombre de personnes: | 1038  | 1030    | 1102    | 1273     |
| Différence:          |       | -0,77 % | +6,99 % | +15,51 % |

| Année:               | 2023. | 2024.   |
| -------------------- | ----- | ------- |
| Nombre de personnes: | 1265  | 1273    |
| Différence:          |       | +0,63 % |